# Eddie Van Halen

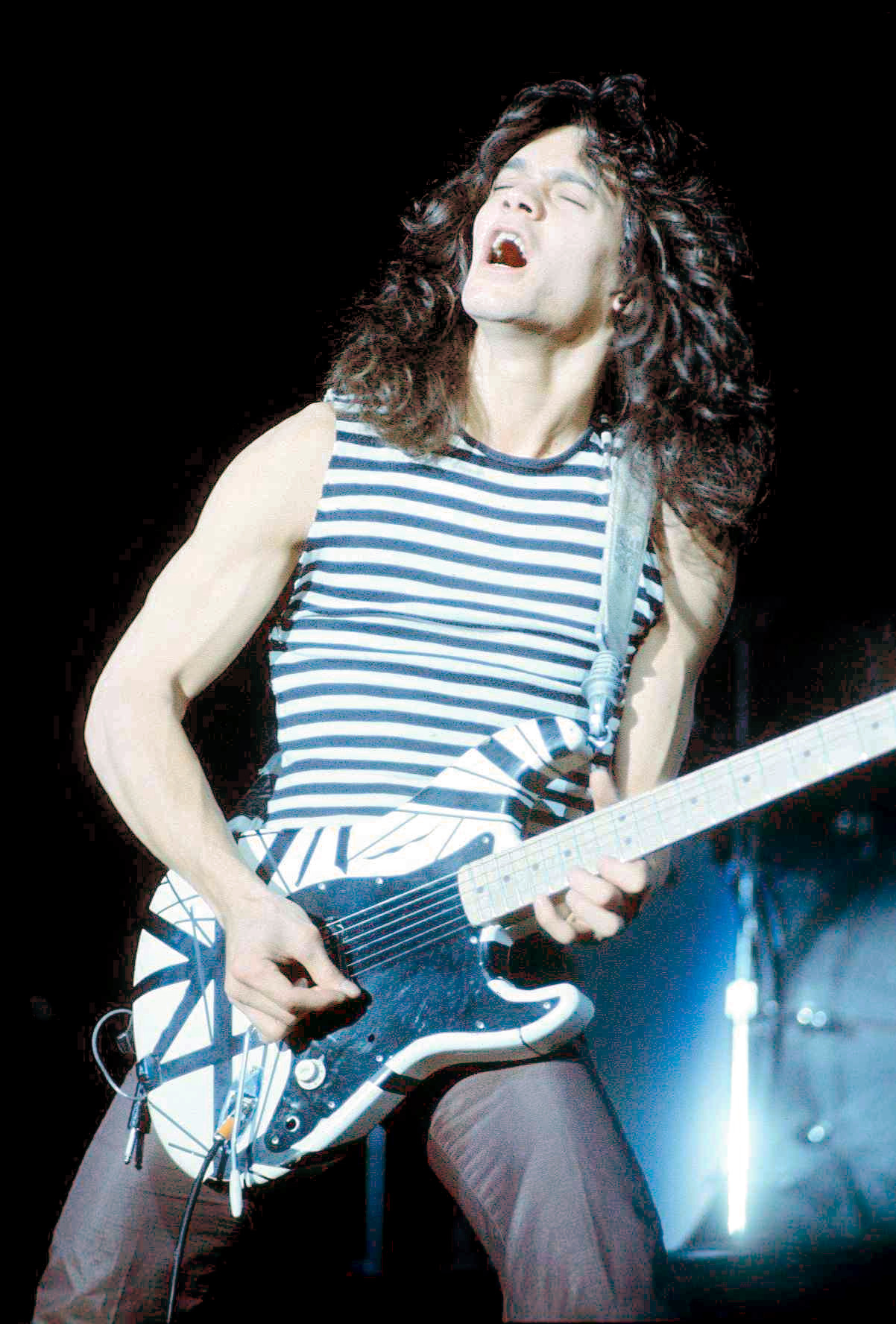
Van Halen in den späten 70er Jahren

Edward Lodewijk „Eddie“ Van Halen (* 26. Januar 1955 in Amsterdam; † 6. Oktober 2020 in Santa Monica, Kalifornien) war ein niederländisch-amerikanischer Rockmusiker. Mit seinem älteren Bruder Alex Van Halen gründete er 1972 die Hard-Rock-Band Van Halen. Eddie Van Halen war ein stilprägender und einflussreicher Rock-Gitarrist, der für seine Tapping-Technik bekannt wurde. 2020 zählte ihn Guitar Player zu den 12 einflussreichsten Gitarristen aller Zeiten. 2012 wurde er von den Lesern der Guitar World zum besten Gitarristen aller Zeiten gewählt. In einer Liste der besten Gitarristen des Rolling Stone belegt er Rang acht, in einer 2024 aktualisierten Liste Rang vier.

## Leben

### Karriere
Edward van Halen wurde 1955 in den Niederlanden als Sohn von Jan van Halen und der aus Niederländisch-Indien stammenden Eugenia van Halen geboren und kam durch seinen Vater, einen professionellen Saxophonspieler und Jazzklarinettisten, schon früh mit Musik in Berührung. Als die Familie 1962 in die USA zog, spielte er, klassisch unterrichtet, bereits Klavier und begann, animiert von den Beatles, Schlagzeug zu lernen. Inspiriert durch Jimi Hendrix und sein großes Vorbild Eric Clapton von der Gruppe Cream tauschte er bald mit seinem Bruder, dem späteren Schlagzeuger Alex Van Halen, die Instrumente und lernte Gitarre. Zusammen gründeten sie eine Band.
Als sich in der High School die spätere Besetzung herauskristallisierte (1974 gründeten die Brüder mit Michael Anthony und David Lee Roth die Gruppe Mammoth bzw. Rat Salad), wurden sie von dem Produzenten Ted Templeman entdeckt. Ihr selbstbetiteltes Debütalbum Van Halen (1978) sorgte für einen schnellen Aufstieg zur am besten bezahlten Liveband und machte Eddie Van Halen zu einem der bekanntesten Gitarristen.
Nach der Trennung von Sänger Roth entwickelte sich die Band in eine mehr songorientierte Richtung. 2009 hatte Eddie van Halen einen Cameo-Auftritt in der ersten Folge der siebten Staffel von Two and a Half Men.

### Privatleben

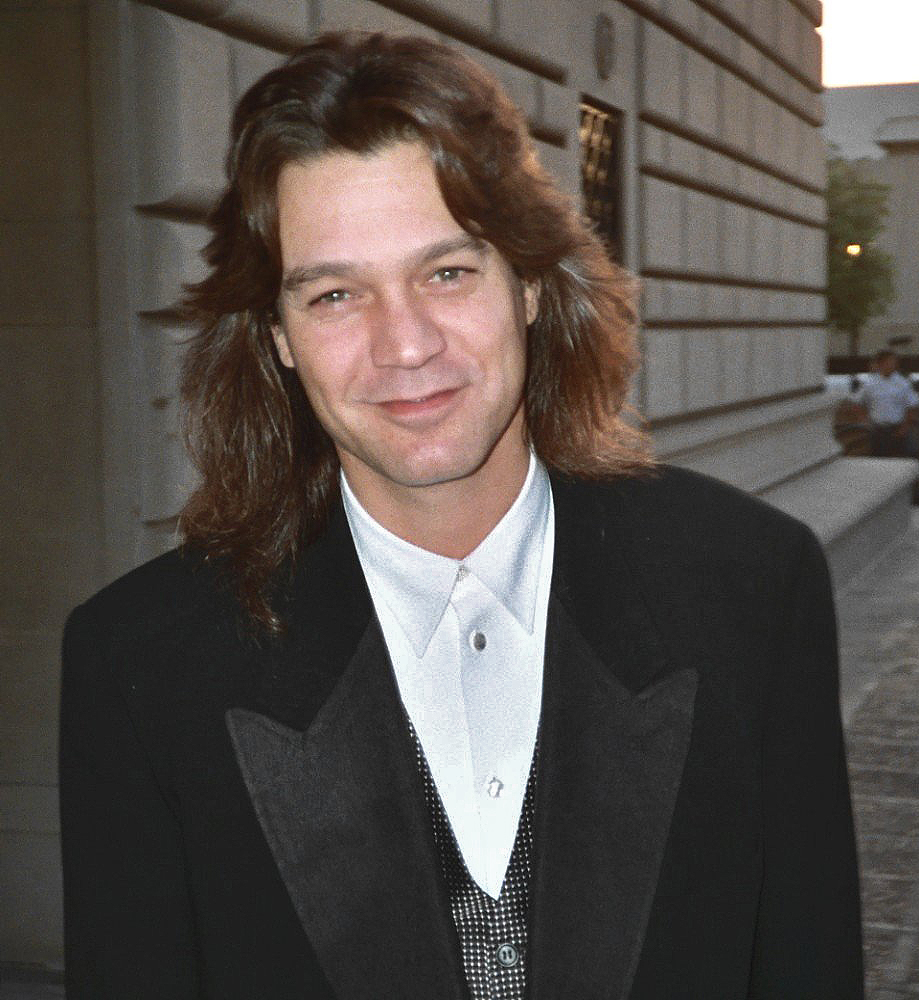
Eddie Van Halen (1993)

Er war mit der amerikanischen Schauspielerin Valerie Bertinelli verheiratet. Aus dieser Ehe entstammt sein Sohn, Wolfgang Van Halen (* 1991). Die Ehe wurde im Dezember 2007 geschieden.
Eddie Van Halen war langjähriger Alkoholiker und Kettenraucher und litt in seinen späteren Lebensjahren u. a. an einer Zungenkrebs-Erkrankung. Im Frühjahr 2007 besuchte er eine Alkoholentzugsklinik und konnte im darauffolgenden Herbst an der Reunion-Tour seiner Band teilnehmen. Er starb im Oktober 2020 im Alter von 65 Jahren in Santa Monica an Krebs. Seine Asche wurde von seinem Sohn an der Küste von Malibu verstreut, wo Van Halen lange gewohnt hat.

## Stil

### Tapping

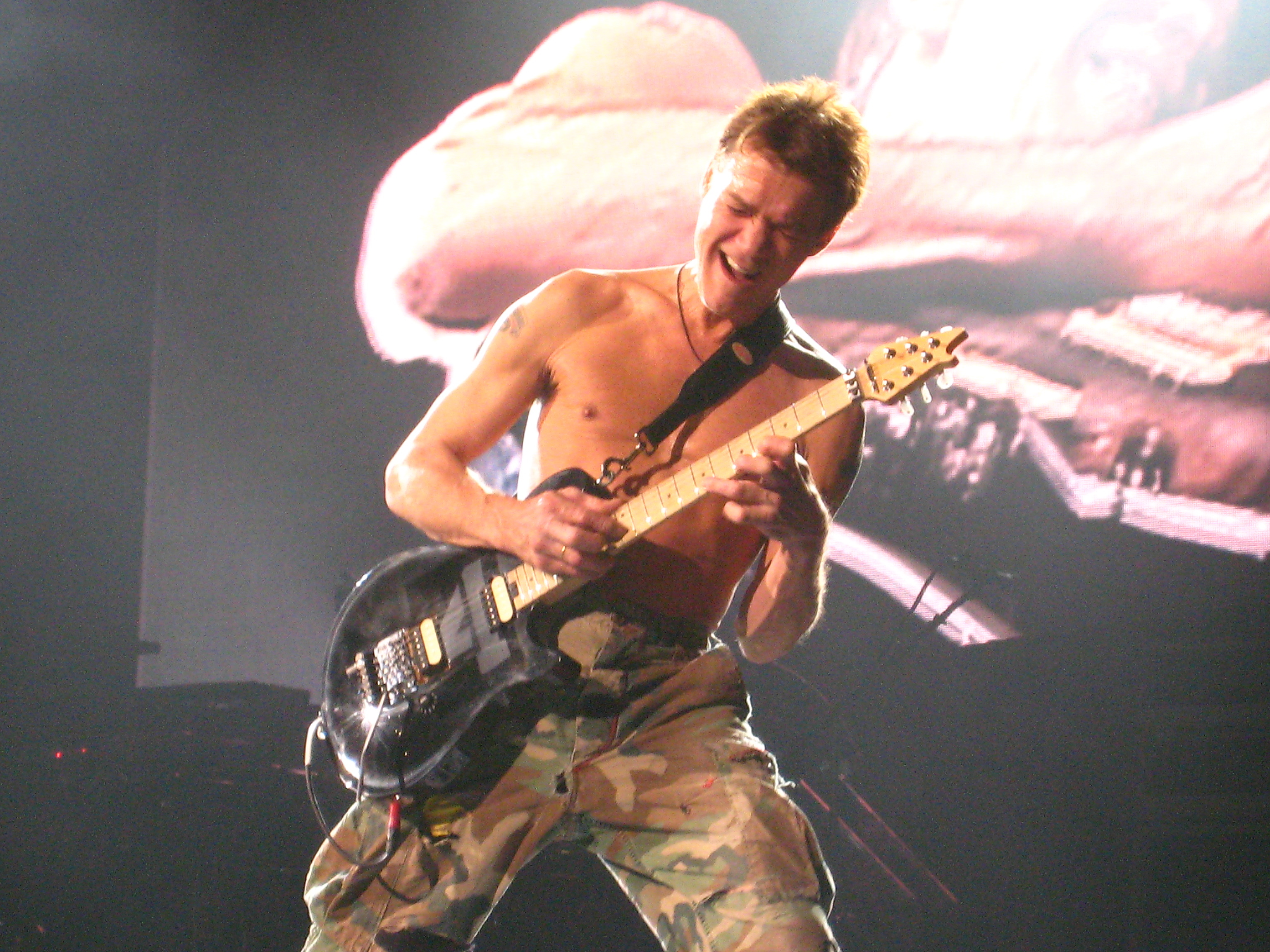
Eddie Van Halen beim Tapping (2007)

Ted Templeman legte im Jahr 1977 der Musikzeitschrift Guitar Player ein Demo der Band Van Halen vor. Der zweite Titel des Tapes, das 1:42 Minuten lange Instrumental Eruption, führte einen ungewöhnlichen Gitarrenstil vor: mit bisherigen Mitteln schier unspielbare Vibratohebel-Effekte, extreme Modulationseffekte und eine Technik, die die Redakteure beeindruckte. Den Höhepunkt des Stücks bildet der Schluss: ein schnelles Spiel, das zum einen nicht nach Wechselschlag klang und zum anderen in dieser Geschwindigkeit nicht spielbar schien.
In ihrem Artikel spekulieren die Redakteure über Keyboardtricks, schneller abgespieltes Band oder über zwei zusammengemischte Gitarren. Später kamen einige Gitarristen wie Randy Rhoads oder Steve Vai hinter das Geheimnis dieser Technik, und im Jahre 1982 erklärte Van Halen seine Spielweise öffentlich im Guitar Player. Das virtuose Tapping wurde Markenzeichen seines Stils. Inspiriert zu dieser Spieltechnik wurde Eddie van Halen vor allem durch Jimmy Page, dessen Solo im Song Heartbreaker auf dem Album Led Zeppelin II (1969) auf dieser Technik basierte. Van Halen integrierte das Tapping konsequent und sehr virtuos in seine Spielweise. Am bekanntesten ist die sogenannte Van-Halen-Triole geworden, die am Ende von Eruption zu hören ist:

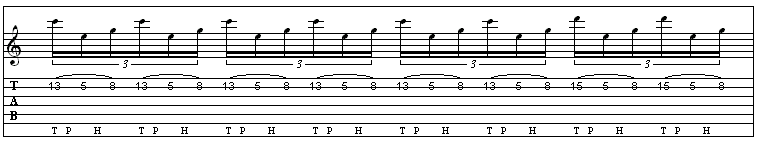
Die „Van-Halen-Triole“ in Notation und Tabulatur, hier ein Ausschnitt aus Eruption.

Das Tapping-Spiel von Eddie Van Halen hatte viele Varianten zu bieten (etwa in Spanish Fly, deutsch „Spanische Fliege“, ein auf einer Gitarre mit Nylonsaite gespieltes Solostück). Van Halen spielte ganze Riffs mit Obertönen (vgl. Aftershock). Auch weite, getappte Legato-Linien über mehrere Saiten (vgl. Jump) gehörten zu seinem Repertoire.
Später wurde die Technik durch Gitarristen wie Steve Lynch oder Jennifer Batten noch erweitert, indem diese nicht nur einen Finger, sondern alle vier Finger der Schlaghand zum Tapping benutzten und somit noch mehr Töne pro Saite anschlagen konnten (Two hand tapping).

### Tremoloeinsatz
Eddie Van Halen war ebenfalls im Bereich der Gitarrentechnik innovativ. Eines der Hauptprobleme beim Einsatz des Tremolos – mit dem auch Jimi Hendrix zu kämpfen hatte – war, dass sich die Saiten schnell verstimmten, da die Mechaniken den Belastungsschwankungen durch das Erschlaffen und Anspannen der Saiten nachgaben. Folglich konnten keine großen Vibratoaktionen vollzogen werden, jedenfalls nicht, wenn anschließend wieder ein geregeltes Spiel folgen sollte.
Van Halen baute eine Blockierung auf seine Fender Stratocaster, die er Ende der 1970er Jahre noch spielte, und zwar unmittelbar auf den Sattel, also zwischen Kopfplatte und Griffbrett, sodass die Spannungsschwankungen die Mechaniken nicht erreichten. Diese wegweisende Technik findet sich als Grundkonzept in vielen Locking-Tremolosystemen verschiedener Hersteller. Mit dieser technischen Grundlage konnte Van Halen extreme Formen des Tremoloeinsatzes in seinen Stil integrieren. Später lieferte die hannoversche Firma Rockinger über den amerikanischen Gitarrenbauer Kramer mit dem Tru Tune Tremolo das erste Fine-Tuning-Tremolo der Welt unter anderem auch an Eddie Van Halen aus. Die Floyd-Rose-Systeme zogen nach.
Als Beispiel sei hier seine Gitarrenarbeit im Solo des Michael-Jackson-Songs Beat It genannt, wobei das Solo nicht am Stück eingespielt wurde. Der ungestüme Rhythmus, der überraschende Einsatz von Harmonics sowie der unvermittelte, aber dennoch fließende Gebrauch des Vibratohebels machten Van Halens Stil so unberechenbar. Sein Repertoire in dieser Technik war vielschichtig. Am Anfang dieses Solos imitiert er eine sich öffnende Tür; auch Melodiephrasierungen (vgl. Baluchitherium) oder der Einsatz in der Rhythmusarbeit (vgl. Ain’t Talkin’ ’bout Love) waren typische Spielweisen Van Halens.

### Rhythmusarbeit
Da er – ebenso wie Jimi Hendrix in seiner Band Experience – lange Zeit der einzige Gitarrist in der Band war (zwischendurch spielte Sänger Sammy Hagar eine zweite Gitarre), verband auch Van Halen das Rhythmusspiel mit der Sologitarre. Er verwendete alle oben besprochenen Techniken auch im Rhythmusspiel und schuf somit einen fließenden Übergang zwischen seinen rhythmischen Pentatonikriffs und dem Soloteil, der meistens kurze Gesangspausen ausfüllt (vgl. Panama). Van Halen setzte das Rhythmusspiel somit auf eine technisch viel anspruchsvollere Stufe: er spielte die ersten beiden Alben fast ohne Overdubs ein.

### Ton
Lange wurde bei Eddie Van Halens Ton immer vom „brown sound“ gesprochen. In einem Interview mit der Zeitschrift Billboard im Juni 2015 hat Van Halen allerdings klargestellt, dass er mit dieser Bezeichnung ursprünglich gar nicht seinen Gitarrensound zu umschreiben versuchte, sondern den Klang der Snaredrum seines Bruders Alex Van Halen. Diese „… klingt so, als ob er auf einem Baumstamm trommeln würde. Sehr organisch. Es war also nicht mein brauner Klang. Es war Alex’ Klang.“

## Equipment

### Gitarren

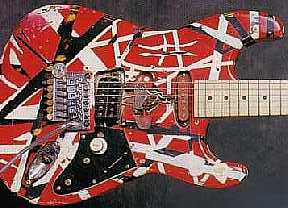
Eddie Van Halens selbstgebaute Frankenstrat

Eddie Van Halen ist für seine selbstgebauten und modifizierten Gitarren bekannt, wie zum Beispiel die Frankenstrat. Es handelt sich in der Regel um E-Gitarren der Stratocaster-Bauweise, die mit einem Humbucker in der Stegposition ausgestattet sind. Um 1979 baute Eddie Van Halen noch ein Floyd-Rose-Tremolosystem ein und war damit einer der Ersten, die dieses Modell benutzten.

### Verstärker
In den ersten Jahren von Van Halen verwendete Eddie einen 100-Watt-Marshall mit Celestion-Lautsprechern. Dazu verwendete er einen Variac-Transformator, um die Lautstärke des Verstärkers zu verringern. Dies war notwendig, um den Verstärker auch in kleineren Klubs nutzen zu können, denn Van Halen war vorher schon öfter wegen der enormen Lautstärke mit Klubbesitzern aneinandergeraten.
Zwischen 1993 und 2004 hatte Van Halen einen Endorsement-Vertrag mit Peavey, die die 5150-Verstärkerserie herstellten, an deren Design und Entwicklung er beteiligt gewesen war. Nach Beendigung des Arbeitsverhältnisses wurde der Verstärker in „Peavey 6505“ umbenannt, wobei das Aussehen leicht modifiziert wurde. Die Elektronik blieb jedoch unverändert.
Eddie Van Halen benutzte zuletzt Fender-Equipment. Fender baute für ihn den dreikanaligen 5150-III-Verstärker. Eine Komboversion des 5150 III mit einer Leistung von 50 Watt, zwei Lautsprechern und eine 50-Watt-Version des Heads werden ebenfalls hergestellt.

### Synthesizer
Eddie spielte neben E-Gitarre auch Synthesizer. Das bekannte Synthesizer-Riff im Hit Jump des Albums „1984“ wurde auf einem Oberheim OB-X aufgenommen, auch wenn im Musikvideo die Nachfolgeversion OB-Xa zu sehen ist. Van Halen leitete den Output des Geräts in einen Marshall-Gitarrenverstärker. Weitere Synthesizer, die Eddie verwendete, sind der Moog Minimoog, Sequential Circuits Prophet 10, auf dem er Jump komponierte, Sequential Circuits Prophet-5, Sequential Circuits Prophet VS, Yamaha DX7 und OB-8.

## Trivia
Nach seinem Tod wurde eine GoFundMe-Kampagne gestartet, um Eddie Van Halen in seiner Heimatstadt Pasadena ein Denkmal zu errichten. Mitte April 2021 kam es hierzu zu ersten konkreten Planungen mit den offiziellen Vertretern der Stadt. Anfang Oktober 2021 kündigte die Stadt dann an, das Denkmal am 11. Oktober zu enthüllen.
Als Hommage an den Rockgitarristen veröffentlichten die Red Hot Chili Peppers im September 2022 den Song Eddie.